# Mitsubishi 2MB1
Il Mitsubishi 2MB1 (八七式軽爆撃機? , bombardiere leggero per l'esercito tipo 87) era un bombardiere leggero monomotore biplano prodotto dall'azienda giapponese Mitsubishi Heavy Industries negli anni venti.
Impiegato dalla Dai-Nippon Teikoku Rikugun Kōkū Hombu, la componente aerea dell'esercito imperiale giapponese, restò in prima linea fino al 1931, durante le fasi iniziali dell'invasione della Manciuria, ma considerato obsoleto venne ben presto relegato al ruolo di addestratore.

## Storia del progetto

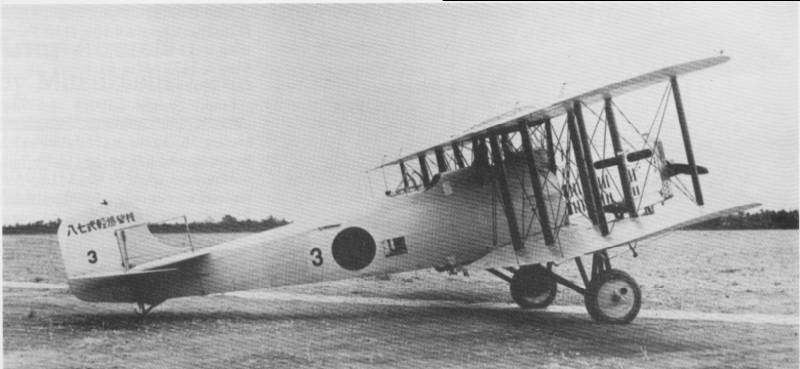
Il 2MB1 a terra.

Intorno alla metà del secondo decennio del XX secolo l'esercito giapponese espresse l'esigenza di dotarsi di un nuovo modello di bombardiere leggero per equipaggiare i propri reparti. Fino ad allora l'aviazione giapponese aveva utilizzato modelli sviluppati da gruppi di progettazione straniera e le autorità militari richiesero espressamente che il nuovo velivolo fosse ideato su iniziativa nazionale. Nel 1925 vennero così interpellate la Kawasaki, la Mitsubishi e la Nakajima Hikōki.
Per soddisfare la richiesta la Mitsubishi avviò lo sviluppo parallelo di due progetti distinti, uno più conservativo basato sull'aerosilurante imbarcato 2MT che l'azienda già stava fornendo alla marina imperiale che darà origine al 2MB1, ed uno più anticonvenzionale che si svilupperà nel 2MB2.. Il 2MB1 conservava l'impostazione classica del 2MT, un monomotore biplano con abitacoli aperti in tandem e carrello d'atterraggio fisso ma differiva nell'impianto propulsivo, abbandonando il Napier Lion 12 cilindri a W e l'impianto di raffreddamento basato su radiatori laterali per un Hispano-Suiza 12 cilindri a V con radiatore frontale, semplificando inoltre il modello eliminando l'equipaggiamento necessario per operare dalle portaerei tra cui l'ala ripiegabile, utile per un più facile rimessaggio ma considerata superflua per un modello operante da terra.

## Impiego operativo
Il 2MB1 venne adottato dai reparti di bombardamento dell'esercito e trovò impiego operativo bellico nelle prime fasi dell'invasione giapponese della Manciuria ottenendo però risultati giudicati non più in linea con le esigenze di una moderna guerra aerea. Venne quindi tolto dalla prima linea e relegato a compiti secondari, impiegato come aereo da addestramento per la formazione degli equipaggi destinati ai più moderni mezzi aerei in dotazione.

## Utilizzatori
Giappone
- Dai-Nippon Teikoku Rikugun Kōkū Hombu